# کولونگا چاپلینو
کولونگا چاپلینو (به لهستانی:  Kolonia Czaplino) یک روستا در لهستان است که در گمینا خوروشچ واقع شده‌است.